# NHL Winter Classic 2023

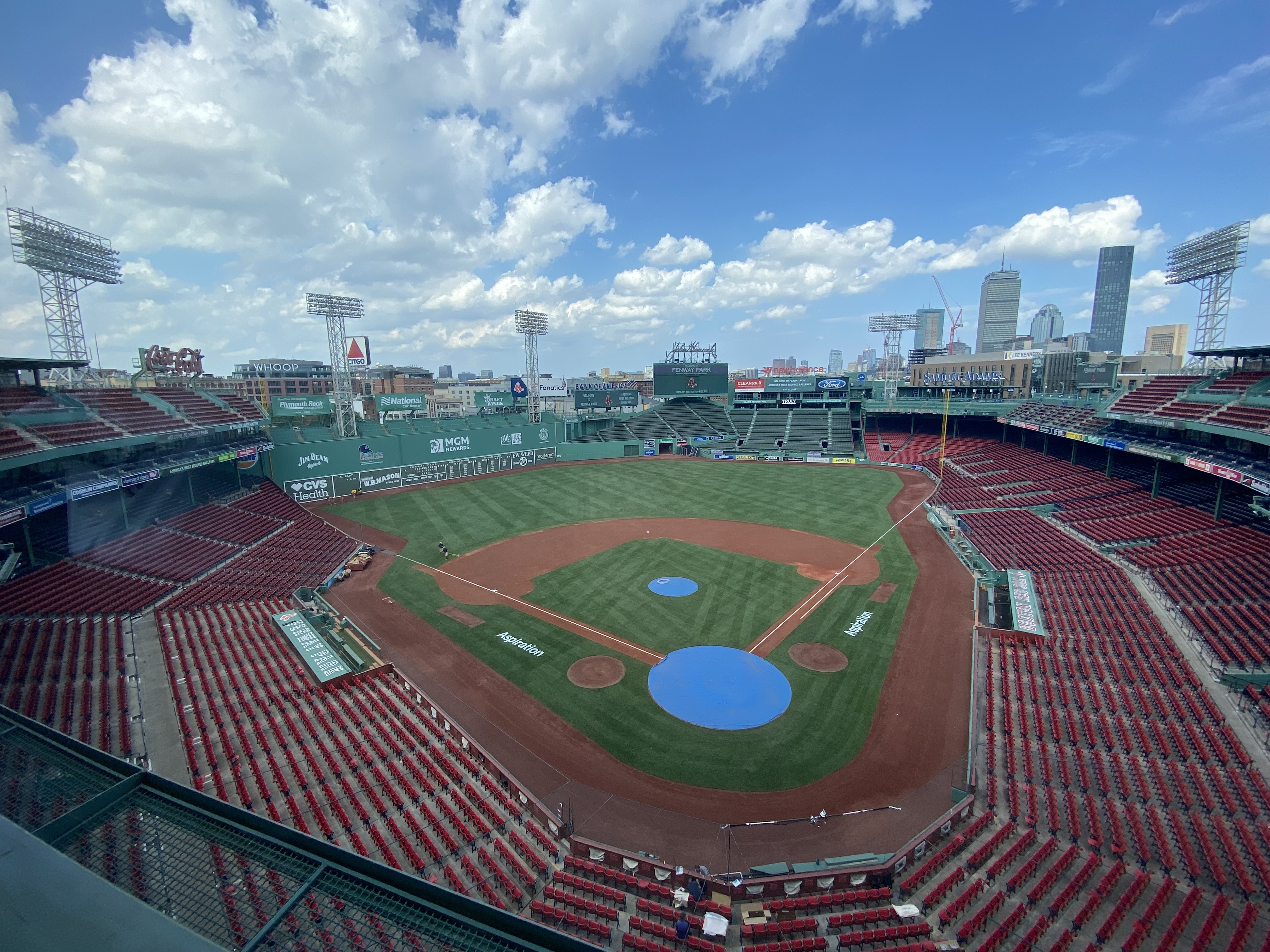
Arenan som stod värd för arrangemanget, 2022.

Discover NHL Winter Classic 2023 var ett sportarrangemang i den nordamerikanska ishockeyligan National Hockey League (NHL) där en grundspelsmatch spelades utomhus mellan Boston Bruins och Pittsburgh Penguins på Fenway Park i Boston, Massachusetts i USA den 2 januari 2023.

## Matchen

### Laguppställningarna
| Vänsterforwards   | Centrar              | Högerforwards      |
| ----------------- | -------------------- | ------------------ |
| Brad Marchand (A) | Patrice Bergeron (C) | Jake DeBrusk       |
| Pavel Zacha       | David Krejčí         | David Pastrňák (A) |
| Taylor Hall       | Charlie Coyle        | Trent Frederic     |
| Nick Foligno      | Tomáš Nosek          | Craig Smith        |
| Backar            |                      | Backar             |
| Matt Grzelcyk     |                      | Charlie McAvoy     |
| Hampus Lindholm   |                      | Brandon Carlo      |
| Derek Forbort     |                      | Connor Clifton     |
|                   | —                    |                    |
|                   | Målvakter            |                    |
|                   | Linus Ullmark        |                    |
|                   | Jeremy Swayman       |                    |
|                   | Tränare              |                    |
|                   | Jim Montgomery       |                    |

| Vänsterforwards       | Centrar             | Högerforwards   |
| --------------------- | ------------------- | --------------- |
| Jake Guentzel         | Sidney Crosby (C)   | Bryan Rust      |
| Jason Zucker          | Jevgenij Malkin (A) | Rickard Rakell  |
| Brock McGinn          | Teodors Bļugers     | Jeff Carter     |
| Danton Heinen         |                     | Kasperi Kapanen |
| Backar                |                     | Backar          |
| Marcus Pettersson     |                     | Jan Rutta       |
| Brian Dumoulin (A)    |                     | Ty Smith        |
| Pierre-Olivier Joseph |                     | Mark Friedman   |
|                       | Chad Ruhwedel       |                 |
|                       | Målvakter           |                 |
|                       | Tristan Jarry       |                 |
|                       | Casey DeSmith       |                 |
|                       | Tränare             |                 |
|                       | Mike Sullivan       |                 |

### Resultatet
| 595 | 2 januari 2023 | Boston Bruins | 2 – 1   | Pittsburgh Penguins                                                                                  | Fenway Park | |
|     |                | Första perioden: — Andra perioden: — Tredje perioden: Jake DeBrusk (7:46) Assists: Marchand, Grzelcyk Jake DeBrusk (17:36) Assists: Hall, Krejčí | Rapport | Första perioden: — Andra perioden: (8:40) Kasperi Kapanen Assists: Heinen, Carter Tredje perioden: — | Boston, Massachusetts, USA Publik: 39 243 Domare: Jon McIsaac, Chris Rooney Linjedomare: Michel Cormier, Jonny Murray | Boston, Massachusetts, USA Publik: 39 243 Domare: Jon McIsaac, Chris Rooney Linjedomare: Michel Cormier, Jonny Murray |
|     |                | |         | | Boston, Massachusetts, USA Publik: 39 243 Domare: Jon McIsaac, Chris Rooney Linjedomare: Michel Cormier, Jonny Murray | Boston, Massachusetts, USA Publik: 39 243 Domare: Jon McIsaac, Chris Rooney Linjedomare: Michel Cormier, Jonny Murray |
|     |                | |         | | Boston, Massachusetts, USA Publik: 39 243 Domare: Jon McIsaac, Chris Rooney Linjedomare: Michel Cormier, Jonny Murray | Boston, Massachusetts, USA Publik: 39 243 Domare: Jon McIsaac, Chris Rooney Linjedomare: Michel Cormier, Jonny Murray |

#### Matchstatistik
|                     | Boston Bruins | Pittsburgh Penguins |
| ------------------- | ------------- | ------------------- |
| Powerplay           | 0/3           | 0/3                 |
| Tacklingar          | 31            | 17                  |
| Vunna tekningar (%) | 44            | 56                  |
| Blockerade skott    | 16            | 17                  |
| Utvisningsminuter   | 6             | 6                   |

| Period | Boston Bruins | Pittsburgh Penguins |
| ------ | ------------- | ------------------- |
| Första | 10            | 14                  |
| Andra  | 9             | 6                   |
| Tredje | 10            | 7                   |
| Totalt | 29            | 27                  |

#### Utvisningar
| Spelare         | Utvisning       | Utvisningsminuter | Tid             |
| Första perioden | Första perioden | Första perioden   | Första perioden |
| Andra perioden  | Andra perioden  | Andra perioden    | Andra perioden  |
| --------------- | --------------- | ----------------- | --------------- |
| David Pastrňák  | Holding         | 2:00              | 02:34           |
| Hampus Lindholm | Hög klubba      | 2:00              | 04:38           |
| Tredje perioden |                 |                   |                 |
| Matt Grzelcyk   | Tripping        | 2:00              | 01:11           |
| Källa:          |                 |                   |                 |

| Spelare                                            | Utvisning       | Utvisningsminuter | Tid             |
| Första perioden                                    | Första perioden | Första perioden   | Första perioden |
| -------------------------------------------------- | --------------- | ----------------- | --------------- |
| Teodors Bļugers                                    | Boarding        | 2:00              | 17:33           |
| Andra perioden                                     |                 |                   |                 |
| Pierre-Olivier Joseph                              | Interference    | 2:00              | 02:24           |
| Tredje perioden                                    |                 |                   |                 |
| Brian Dumoulin                                     | Tripping        | 2:00              | 05:40           |
| Termer: Förseelser som leder till utvisningsstraff |                 |                   |                 |

### Statistik

#### Boston Bruins

##### Utespelare
| Spelare          | Mål | Assists | Poäng | +/− | Utvisningsminuter | Skott | Vunna tekningar (%) | Tacklingar | Tid på isen |
| ---------------- | --- | ------- | ----- | --- | ----------------- | ----- | ------------------- | ---------- | ----------- |
| Jake DeBrusk     | 2   | 0       | 2     | +2  | 0                 | 5     | —                   | 1          | 17:31       |
| Matt Grzelcyk    | 0   | 1       | 1     | +2  | 2                 | 1     | —                   | 0          | 15:00       |
| Taylor Hall      | 0   | 1       | 1     | 0   | 0                 | 5     | —                   | 2          | 14:26       |
| David Krejčí     | 0   | 1       | 1     | +1  | 0                 | 0     | 50                  | 2          | 16:33       |
| Brad Marchand    | 0   | 1       | 1     | +1  | 0                 | 4     | 0                   | 1          | 22:18       |
| Patrice Bergeron | 0   | 0       | 0     | +1  | 0                 | 3     | 58                  | 1          | 21:22       |
| Brandon Carlo    | 0   | 0       | 0     | +1  | 0                 | 1     | —                   | 2          | 19:38       |
| Connor Clifton   | 0   | 0       | 0     | –1  | 0                 | 1     | —                   | 5          | 15:25       |
| Charlie Coyle    | 0   | 0       | 0     | –1  | 0                 | 0     | 32                  | 1          | 13:54       |
| Nick Foligno     | 0   | 0       | 0     | 0   | 0                 | 1     | 0                   | 5          | 10:02       |
| Derek Forbort    | 0   | 0       | 0     | –1  | 0                 | 0     | —                   | 3          | 18:59       |
| Trent Frederic   | 0   | 0       | 0     | –1  | 0                 | 1     | —                   | 1          | 11:25       |
| Hampus Lindholm  | 0   | 0       | 0     | 0   | 2                 | 2     | —                   | 2          | 24:11       |
| Charlie McAvoy   | 0   | 0       | 0     | 0   | 0                 | 2     | —                   | 0          | 23:00       |
| Tomáš Nosek      | 0   | 0       | 0     | 0   | 0                 | 1     | —                   | 2          | 09:47       |
| David Pastrňák   | 0   | 0       | 0     | +1  | 2                 | 2     | —                   | 2          | 18:31       |
| Craig Smith      | 0   | 0       | 0     | 0   | 0                 | 0     | —                   | 0          | 05:32       |
| Pavel Zacha      | 0   | 0       | 0     | 0   | 0                 | 0     | —                   | 1          | 16:44       |
| Källa:           |     |         |       |     |                   |       |                     |            |             |

##### Målvakt
| Spelare       | Skott mot sig | Räddningar | Insläppta mål | Räddningsprocent | Utvisningsminuter | Tid på isen |
| ------------- | ------------- | ---------- | ------------- | ---------------- | ----------------- | ----------- |
| Linus Ullmark | 27            | 26         | 1             | 0,963            | 0                 | 59:42       |
| Källa:        |               |            |               |                  |                   |             |

#### Pittsburgh Penguins

##### Utespelare
| Spelare               | Mål | Assists | Poäng | +/− | Utvisningsminuter | Skott | Vunna tekningar (%) | Tacklingar | Tid på isen |
| --------------------- | --- | ------- | ----- | --- | ----------------- | ----- | ------------------- | ---------- | ----------- |
| Kasperi Kapanen       | 1   | 0       | 1     | +1  | 0                 | 2     | —                   | 1          | 07:21       |
| Jeff Carter           | 0   | 1       | 1     | 0   | 0                 | 2     | 77                  | 0          | 16:25       |
| Danton Heinen         | 0   | 1       | 1     | +1  | 0                 | 1     | —                   | 0          | 05:07       |
| Teodors Bļugers       | 0   | 0       | 0     | 0   | 2                 | 2     | 57                  | 1          | 11:35       |
| Sidney Crosby         | 0   | 0       | 0     | 0   | 0                 | 2     | 48                  | 1          | 23:51       |
| Brian Dumoulin        | 0   | 0       | 0     | –2  | 2                 | 0     | —                   | 3          | 19:16       |
| Mark Friedman         | 0   | 0       | 0     | 0   | 0                 | 0     | —                   | 4          | 13:00       |
| Jake Guentzel         | 0   | 0       | 0     | 0   | 0                 | 1     | —                   | 2          | 23:42       |
| Pierre-Olivier Joseph | 0   | 0       | 0     | 0   | 2                 | 2     | —                   | 0          | 12:25       |
| Jevgenij Malkin       | 0   | 0       | 0     | –1  | 0                 | 3     | 53                  | 0          | 21:51       |
| Brock McGinn          | 0   | 0       | 0     | 0   | 0                 | 1     | —                   | 1          | 11:35       |
| Marcus Pettersson     | 0   | 0       | 0     | 0   | 0                 | 2     | —                   | 3          | 25:56       |
| Rickard Rakell        | 0   | 0       | 0     | –1  | 0                 | 4     | —                   | 1          | 19:09       |
| Chad Ruhwedel         | 0   | 0       | 0     | –1  | 0                 | 0     | —                   | 2          | 11:13       |
| Bryan Rust            | 0   | 0       | 0     | –1  | 0                 | 2     | —                   | 1          | 26:06       |
| Jan Rutta             | 0   | 0       | 0     | 0   | 0                 | 2     | —                   | 0          | 22:15       |
| Ty Smith              | 0   | 0       | 0     | 0   | 0                 | 1     | —                   | 0          | 10:27       |
| Jason Zucker          | 0   | 0       | 0     | –1  | 0                 | 0     | —                   | 0          | 14:31       |
| Källa:                |     |         |       |     |                   |       |                     |            |             |

##### Målvakt
| Spelare       | Skott mot sig | Räddningar | Insläppta mål | Räddningsprocent | Utvisningsminuter | Tid på isen |
| ------------- | ------------- | ---------- | ------------- | ---------------- | ----------------- | ----------- |
| Tristan Jarry | 8             | 8          | 0             | 1,000            | 0                 | 15:30       |
| Casey DeSmith | 21            | 19         | 2             | 0,905            | 0                 | 42:45       |
| Källa:        |               |            |               |                  |                   |             |